# Grabków (gromada w powiecie koneckim)
Grabków – dawna gromada, czyli najmniejsza jednostka podziału terytorialnego Polskiej Rzeczypospolitej Ludowej w latach 1954–1972.
Gromady, z gromadzkimi radami narodowymi (GRN) jako organami władzy najniższego stopnia na wsi, funkcjonowały od reformy reorganizującej administrację wiejską przeprowadzonej jesienią 1954 do momentu ich zniesienia z dniem 1 stycznia 1973, tym samym wypierając organizację gminną w latach 1954–1972.
Gromadę Grabków z siedzibą GRN w Grabkowie utworzono – jako jedną z 8759 gromad na obszarze Polski – w powiecie koneckim w woj. kieleckim, na mocy uchwały nr 13d/54 WRN w Kielcach z dnia 29 września 1954. W skład jednostki weszły obszary dotychczasowych gromad Bedlno, Malków, Soczówki, Sworzyce, Trzemoszna i Wierzchowisko ze zniesionej gminy Sworzyce oraz miejscowość Kopaniny z dotychczasowej gromady Kopaniny ze zniesionej gminy Końskie w tymże powiecie. Dla gromady ustalono 23 członków gromadzkiej rady narodowej.
31 grudnia 1959 do gromady Grabków przyłączono wsie Przybyszowy i Głupiów, kolonię Przybyszowy oraz przysiółek Staw ze zniesionej gromady Dęba w tymże powiecie.
Gromada przetrwała do końca 1972 roku, czyli do kolejnej reformy gminnej.